# ۶۸۶ (میلادی)

## رویدادها
- ملکه جیتو بر تخت پادشاهی ژاپن نشست.

## زادروزها
- ۲۳ اوت: شارل مارتل